# Yûboku-dani
Yûboku-dani är en dal i Antarktis. Den ligger i Östantarktis. Norge gör anspråk på området.